# Kamienica Józefa Rosenthala w Łodzi
Kamienica Józefa Rosenthala – kamienica znajdująca się w Łodzi przy ul. Piotrkowskiej 46. Została wpisana do rejestru zabytków nieruchomych województwa łódzkiego 20 stycznia 1971 z numerem A/69 oraz do Gminnej Ewidencji Zabytków miasta Łodzi z numerem 964.

## Historia

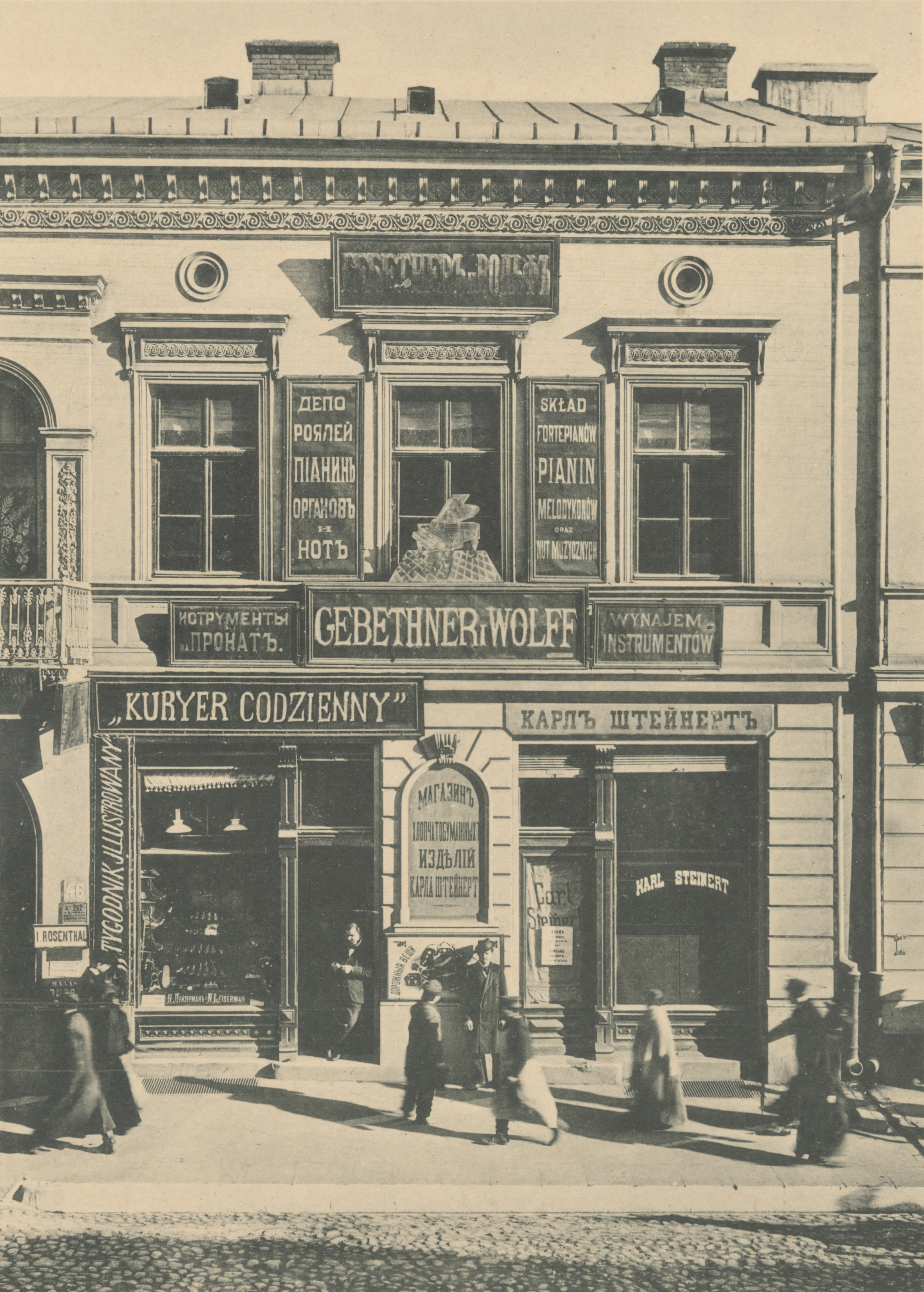
Fragment kamienicy na fotografii Bronisława Wilkoszewskiego, 1896

Pierwotnie posesje nr 46 i 48 obejmowała jedna duża działka, mająca do 1850 roku nr porządkowy 192, a następnie (jako nr hipoteczny) 262. Po 1850 roku duża działka została podzielona. W połowie lat 60. właścicielem domu był Józef Rosenthal. Na części działki, pod nowym nr hipotecznym 262a, w II poł. lat 60. XIX wieku została wybudowana jednopiętrowa, murowana kamienica. Od lat 80. XIX wieku właścicielem nieruchomości był aptekarz, Fryderyk Müller, który od 1883 roku prowadził tu aptekę przeniesioną z Piotrkowskiej 33.
Przejściowo (przed 1893 do 1899 roku) w kamienicy mieścił się skład fortepianów i pianin oraz księgarnia nut i melodyków firmy „Gebethner i Wolff”. Obok księgarni filię miał „Kurier Codzienny” publikujący kronikę łódzką i „Tygodnik Ilustrowany”, co zostało uwiecznione na fotografii Bronisława Wilkoszewskiego z 1896 roku. W 1897 roku, podczas kilkumiesięcznego pobytu w Łodzi celem zbierania materiałów i pisania „Ziemi obiecanej”, początkowo mieszkał przy Piotrkowskiej 46 Władysław Reymont. Ponadto w kamienicy mieścił się skład fabryki wyrobów bawełnianych Karola Steinerta. Na posesji znajdowało się również atelier fotograficzne H. Petri oraz na przestrzeni lat wiele innych składów materiałów włókienniczych.

## Architektura
Architektura elewacji jednopiętrowej kamienicy jest eklektyczna z elementami klasycystycznymi i renesansowymi. Dom wyróżnia się harmonijną fasadą. Na osi fasady w ryzalicie znajduje się balkon i gzymsy wieńczące ze sztukaterią. Nad oknami są ozdobne gzymsy, a brama zamknięta półkoliście.